# Герб Молдавской Демократической Республики
Герб Молдавской Демократической Республики — государственный символ республики, наряду с флагом и гимном. Официально не утверждён.

## Описание
Гербом Молдавской демократической республики являлся герб Бессарабской губернии без учёта чёрно-жёлто-серебряной каймы гербовых цветов Российской империи. Основной элемент герба — щит, на котором изображена голова тура. Между рогами которого пятиконечная звезда, справа — роза, слева — полумесяц.

## История
На состоявшемся 20 октября (2 ноября) 1917 года в Кишинёве Съезде молдавских солдат была принята резолюция с требованием к Всероссийскому Временному Правительству предоставить Бессарабии территориально-политическую автономию и избран верховный орган Бессарабии – Совет края (молд. Сфатул Цэрий, рум. Sfatul Ţării), который начал свою работу 21 ноября (4 декабря) 1917 года. 27 марта (9 апреля) 1918 года на заседании Сфатул Цэрий за объединение Бессарабии с Румынией проголосовали 86 депутатов из 150 депутатов. Текст акта объединения был выпущен на отдельных листовках с гербом. На использовавшихся в начале 1918 года флагах республики изображался герб в виде синего щита с изображением буйволовой головы, сопровождаемой между рогами звездой, а по бокам розой и полумесяцем.
Герб МДР официально не был утверждён. В архиве Кишинёва имеется документ о подготовке закона о государственном гербе и флаге. 29 января 1918 года министр путей сообщения Молдавской республики Николае Н. Босие-Кодряну на заседании Совета министров сделал устный доклад о необходимости разработки проекта закона о национальном флаге и национальном гербе для его представления в Совет края. Было предложено Министерству во главе с Н. Н. Босие-Кодряну подготовить состав комиссию для проработки этого вопроса. После голосования 27 марта о присоединении к Румынии вопрос государственных символов отпал
сам собой.
После присоединения к Румынии была создана провинция Бессарабия, позже разделенная на 9 жудецев, где молдавский герб не использовался. Неофициально герб МДР как символ Молдавии использовался, например, для эмблемы Молдавского автоклуба в Яссах.

Герб на основе герба Бессарабской губернии
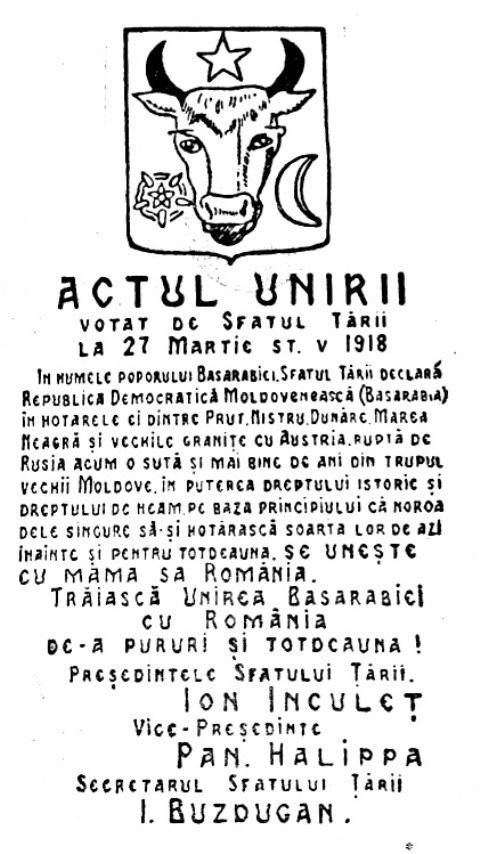
Листовка Сфатул Цэрий с текстом акта объединения с Румынией
Прорисовка герба с документов Сфатул Цэрий
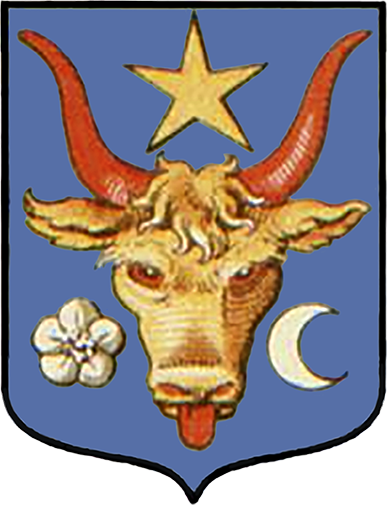
Герб Молдавской Демократической Республики. 1918
Эмблема автоклуба в Яссах. Начало 1930-х годов